# العلاقات البرتغالية الدومينيكية
العلاقات البرتغالية الدومينيكية هي العلاقات الثنائية التي تجمع بين البرتغال ودومينيكا.

## مقارنة بين البلدين
هذه مقارنة عامة ومرجعية للدولتين:
| وجه المقارنة                                              | البرتغال                                                  | دومينيكا              |
| --------------------------------------------------------- | --------------------------------------------------------- | --------------------- |
| المساحة (كم2)                                             | 92.21 ألف                                                 | 751                   |
| عدد السكان (نسمة)                                         | 10.60 مليون                                               | 73.92 ألف             |
| الكثافة السكانية (ن./كم²)                                 | 114.95                                                    | 9.84 ألف              |
| العاصمة                                                   | لشبونة                                                    | روسو                  |
| اللغة الرسمية                                             | اللغة البرتغالية، اللغة الميراندية                        | لغة إنجليزية          |
| العملة                                                    | يورو، اسكودو برتغالي                                      | دولار شرق الكاريبي    |
| الناتج المحلي الإجمالي (بليون دولار)                      | 217.57 مليار                                              | 562.54 مليون          |
| الناتج المحلي الإجمالي (تعادل القوة الشرائية) بليون دولار | 307.82 مليار                                              | 789.63 مليون          |
| الناتج المحلي الإجمالي الاسمي للفرد دولار أمريكي          | 19.22 ألف                                                 | 7.12 ألف              |
| الناتج المحلي الإجمالي للفرد دولار أمريكي                 | 28.76 ألف                                                 | 10.88 ألف             |
| مؤشر التنمية البشرية                                      | 0.830                                                     | 0.724                 |
| رمز المكالمات الدولي                                      | +351                                                      | +1767                 |
| رمز الإنترنت                                              | .pt                                                       | .dm                   |
| المنطقة الزمنية                                           | توقيت غرب أوروبا، توقيت غرب أوروبا الصيفي، أوروبا/لشبونة ‏ | 00، توقيت أطلنطي موحد |

## منظمات دولية مشتركة
يشترك البلدان في عضوية مجموعة من المنظمات الدولية، منها:
| علم المنظمة | اسم المنظمة                        | تاريخ انضمام البرتغال | تاريخ انضمام دومينيكا |
| ----------- | ---------------------------------- | --------------------- | --------------------- |
|             | مؤسسة التنمية الدولية              | 29 ديسمبر 1992        | 29 سبتمبر 1980        |
|             | يونسكو                             | 11 مارس 1965          | 9 يناير 1979          |
|             | وكالة ضمان الاستثمار متعدد الأطراف | 6 يونيو 1988          | 7 أكتوبر 1991         |
|             | الأمم المتحدة                      | 14 ديسمبر 1955        | 18 ديسمبر 1978        |
|             | الاتحاد البريدي العالمي            | ?                     | ?                     |
|             | البنك الدولي للإنشاء والتعمير      | 29 مارس 1961          | 29 سبتمبر 1980        |
|             | الاتحاد الدولي للاتصالات           | 1866                  | 28 أكتوبر 1996        |
|             | منظمة حظر الأسلحة الكيميائية       | ?                     | ?                     |
|             | مؤسسة التمويل الدولية              | 8 يوليو 1966          | 29 سبتمبر 1980        |
|             | منظمة التجارة العالمية             | ?                     | ?                     |
|             | منظمة الشرطة الجنائية الدولية      | ?                     | ?                     |

## وصلات خارجية
- موقع وزارة الخارجية البرتغالية